# Ginevra Elkann
Ginevra Elkann (* 24. September 1979 in London, England) ist eine italienische Filmregisseurin.

## Leben
Elkann ist die Enkelin von Gianni Agnelli und eine der Erben seines Vermögens. Ihre Mutter ist Agnellis Tochter Margherita, ihr Vater ist der französisch-italienische Autor Alain Elkann. Ihr Großvater väterlicherseits war der französische Bankier Jean-Paul Elkann. Sie wurde im katholischen Glauben erzogen und wuchs in England, Frankreich und in Brasilien auf. Die väterliche, jüdische Abstammungslinie ist die zu dem italienischen Bankier und Unternehmer Ettore Ovazza aus der gleichnamigen Turiner Bankiersfamilie. 2009 heiratete sie in Marrakesch den Grafen Giovanni Gaetani dell’Aquila d’Aragona. Das Paar hat zwei Söhne und eine Tochter. 
Elkanns Bruder John Elkann ist der Vorsitzende der Firmengruppe FIAT, ihr Bruder Lapo führt ein eigenes Unternehmen.
1998 war Elkann Regieassistentin bei der Arbeit an Bernardo Bertoluccis Film L’assedio (deutsch: Shandurai und der Klavierspieler) und ein Jahr später assistierte sie bei den Aufnahmen zum Film Der talentierte Mr. Ripley von Anthony Minghella. Im Anschluss studierte sie Regie an der London Film School. 2005 wurde ihr Abschlussfilm, ein neunminütiger Kurzfilm, Vado a messa (Ich gehe zur Messe) bei der Spezialschau der Cinema Schools während des 62. Internationalen Filmfestspiele von Venedig gezeigt. 
Elkann ist Präsidentin der Pinacoteca Giovanni e Marella Agnelli in Lingotto in Turin, die auf der Kunstsammlung ihrer Großeltern aufbaut. Des Weiteren leitet sie die Filmproduktionsfirmen Asmara und Good Films.

## Ausstellungen in der Pinacoteca Agnelli
- 2013: In reverse, Ron Arad.
- 2014: Somos libres II (Kunstsammlung Mario Testino).
- 2014: Martino Gamper/Design is a State of Mind.